# Protoradjia jacobsoni
Protoradjia jacobsoni är en kräftdjursart som beskrevs av Arcangeli 1955. Protoradjia jacobsoni ingår i släktet Protoradjia och familjen Scleropactidae. Inga underarter finns listade i Catalogue of Life.